# Saint-Martial-Entraygues
Saint-Martial-Entraygues település Franciaországban, Corrèze megyében. Lakosainak száma 105 fő (2022. január 1.). Saint-Martial-Entraygues Hautefage, Saint-Martin-la-Méanne, Servières-le-Château és Argentat-sur-Dordogne községekkel határos.

## Népesség
A település népessége az elmúlt években az alábbi módon változott:
| Lakosok száma | 94   | 103  | 98   | 85   | 72   | 79   | 84   | 87   | 93   | 105  |
|               | 1968 | 1982 | 1990 | 2006 | 2013 | 2015 | 2017 | 2019 | 2020 | 2022 |